# La mandrágora (álbum de 1981)
La Mandrágora es el primer álbum de los cantautores españoles Joaquín Sabina, Javier Krahe y Alberto Pérez, acompañados por el guitarrista Antonio Sánchez, grabado en directo y editado en 1981. Por aquel entonces los tres cantautores actuaban juntos en el sótano del bar madrileño del mismo nombre, situado en la Calle de la Cava Baja del barrio de La Latina.
En el álbum Javier Krahe exponía su admiración por el cantautor francés Georges Brassens interpretando versiones de sus canciones (Marieta o La tormenta) y reflejando su estilo en composiciones propias que luego se convertirían en clásicos (La hoguera, Un burdo rumor o El cromosoma). Joaquín Sabina era prácticamente un desconocido en aquella época, aunque ya interpretaba una de sus canciones que se convertirían en todo un clásico y un himno generacional: Pongamos que hablo de Madrid. Colaboraba además en las ocurrencias de Krahe, acompañado por Alberto Pérez que interpreta, entre otras, la canción cómica de aquel Un santo varón.

## Lista de canciones
1. Marieta / G. Brassens - J. Krahe (por Javier Krahe) - 2:56
2. Un burdo rumor / J. Krahe (por Javier Krahe ) - 3:36
3. Pongamos que hablo de Madrid / J. Sabina - A. Sánchez (por Joaquín Sabina) - 3:57
4. Pasándolo bien / J. Sabina (por Joaquín Sabina) - 3:27
5. El cromosoma / J. Krahe - Jorge Krahe (por Javier Krahe) - 3:09
6. Un santo varón / Raffler - Montesinos - J. Krahe (por Alberto Pérez) - 3:38
7. Mi ovejita Lucera / F. Almagro - M. Villacañas (por Joaquín Sabina y Alberto Pérez) - 6:06
8. Villatripas / J. Krahe - A. Pérez (por Javier Krahe) - 4:24
9. La tormenta / G. Brassens - J. Krahe (por Alberto Pérez) - 4:46
10. Adivina, adivinanza / J. Sabina (por Joaquín Sabina) - 5:16
11. Nos ocupamos del mar / J. Krahe - Jorge Krahe (por Alberto Pérez) - 3:05
12. La hoguera / J. Krahe (por Javier Krahe) - 4:17
13. Círculos viciosos / C. Sánchez Ferlosio (por Joaquín Sabina y Alberto Pérez) - 5:09